# Rudi Klimke
Rudolf „Rudi“ Klimke (* 11. Januar 1950) ist ein ehemaliger deutscher Fußballspieler.

## Sportlicher Werdegang
Klimke spielte zunächst für den Bonner SC, für den der Abwehrspieler ab Ende der 1960er Jahre an der Seite von Horacio Troche und Hans Bongartz in der Regionalliga West auflief. Nach dem Abstieg aus der zweithöchsten Spielklasse 1971 verließen sie den Klub, Klimke wechselte gemeinsam mit Bongartz zum Ligakonkurrenten SG Wattenscheid 09. In der Spielzeit 1973/74 gewann er mit der Mannschaft vor Bundesliga-Absteiger Rot-Weiß Oberhausen die Regionalligameisterschaft. Parallel dazu sorgten die 09er im DFB-Pokal 1973/74 für Furore, als sie sich zunächst gegen die Bundesligisten FC Schalke 04 und Hertha BSC durchsetzten, ehe sie im Viertelfinale erst in der Verlängerung mit 0:1 gegen den Hamburger SV verloren. In der anschließenden Aufstiegsrunde bestritt der Libero alle acht Spiele, nach jeweils drei Siegen und Niederlagen verpasste er hinter Eintracht Braunschweig und dem 1. FC Nürnberg als Tabellendritter den Bundesligaaufstieg. Damit hatte der Klub sich jedoch für die neu eingeführte 2. Bundesliga qualifiziert.
Bis 1980 bestritt Klimke 186 Spiele für die 09er in der 2. Bundesliga. Dabei platzierte sich der Klub vornehmlich im vorderen Mittelfeld, einzig in der Spielzeit 1976/77 beendete er als Tabellenfünfzehnter eine Saison nicht in der oberen Tabellenhälfte. Dabei erzielte er insgesamt sieben Tore. Anschließend ließ er seine Karriere beim Siegburger SV 04 in der drittklassigen Oberliga Nordrhein und der viertklassigen Verbandsliga Mittelrhein ausklingen.